# Пубель, Эжен
Эжен-Рене Пубель (фр. Eugène-René Poubelle; 15 апреля 1831, Кан (Нормандия) — 15 июля 1907, Париж) — французский юрист и государственный деятель. Увековечен во французском языке словом poubelle (мусорный контейнер), так как был инициатором установки ёмкостей для мусора в Париже.

## Биография
Пубель родился в состоятельной семье нормандского Кана. Студентом он изучал право и вскоре получил научную степень. Пубель преподавал в университетах Кана, Гренобля и Тулузы, пока не перешёл на административную работу. В 1871 году он стал префектом Шаранты, после чего занимал ту же должность в департаментах Изер, Корсика, Ду, Буш-дю-Рон.
В 1883 году Пубель получил влиятельную в Париже должность префекта Сены. В том же году он подготовил указ, обязывающий владельцев домов устанавливать контейнеры для сбора мусора. Следующей весной закон был принят, причём он предусматривал 3 контейнера (по некоторым источникам, 2 контейнера) для разных типов мусора: продовольственных отходов, бумаг и ткани, стекла и керамики. Контейнеры, чей объём также регламентировался, должны были быть деревянными с металлическим покрытием внутри во избежание возгорания. Инициатива вызвала противодействие домовладельцев, чьи расходы увеличивались, и мусорщиков того времени, существованию которых угрожала реформа. Новые контейнеры стали иронично называть по фамилии префекта «пубель». В настоящее время этот термин не имеет эмоциональной окраски и повсеместно применяется во французском языке для мусорных ёмкостей.
В 1894 году, после пятой пандемии холеры, Пубелю удалось принять ещё один спорный закон, обязующий домовладельцев за свои средства присоединять здания к общей системе канализации. В 1896 году он покинул пост префекта и получил назначение в Рим как посол Франции в Ватикане. В 1898 году Пубель вернулся во Францию и до 1904 года занимал должность генерального консула департамента Од. В 1907 году он умер и был похоронен в Каркасоне (Од). Именем Пубеля названа короткая улица в 16-м округе Парижа рядом с мостом Гренель.